# Fora (Ilhas Selvagens)
Ilhéu de Fora (Vnější ostrůvek) je součástí souostroví Divokých ostrovů (Ilhas Selvagens). Tyto ostrovy sopečného původu, ležící západně od severoafrického atlantického pobřeží náleží geograficky k Africe, politicky jsou ale součástí portugalského souostroví Madeira.
Ostrov o rozloze pouhých 8,1 ha vystupuje pouhých 18 m nad hladinu moře. Nachází se v jižní skupině Divokých ostrovů a je součástí přírodní rezervace Ilhas Selvagens. Přes svou malou rozlohu je významný kvůli výskytu endemického sukulentního keře, pryšce Euphorbia obtusifolia var. desfoliata. Pouze na těchto keřích navíc žije endemický druh brouka Deuchalion oceanicus.